# Ан-71
Ан-71 (по кодификации НАТО: Madcap — «сумасброд») — самолёт дальнего радиолокационного обнаружения и управления. Разработан в ОКБ имени О. К. Антонова для замены самолёта Ту-126.
Оба опытных летавших экземпляра ныне не эксплуатируются — один находится на аэродроме ОКБ имени О. К. Антонова в Киеве, другой 16 октября 2010 года был перемещён в Киевский Музей Авиации.

## История
Данная машина создавалась как замена Ту-126. Первоначально планировалось создать самолёт на основе имеющихся транспортных машин: Ан-12, Ан-32, Ан-72; или создание специального носителя. Однако было принято решение о создании на базе перспективного Ан-72.
В 1982 г. правительство СССР приняло решение о начале проведения исследований по оперативно-тактическому самолету ДРЛО. Главным предприятием по разработке было определен ОКБ им. О.К.Антонова, а радиоэлектронный комплекс взяло на себя Московское НПО Вега. Требования к самолету ставились очень жесткие, а сроки были предельно сжаты, предполагалось создать летательный аппарат, не уступающий в характеристиках американскому Е-2С. Использование такого самолета оказало бы значительную поддержку советской авиации при решении тактических боевых задач.
В список требований к воздушному судну, составленных к 1983 году, входили следующие характеристики:
- одновременное сопровождение более 120 целей;
- кооперация самолета с истребителями-перехватчиками;
- продолжительность полета до 5 ч;
- способность идентифицировать на больших расстояниях множества низколетящих и малозаметных целей;
- выявление в широком диапазоне частот излучающих РЛС, их классификацию по типу и определение пеленга, отражение соответствующей информации на рабочих местах операторов;
- одновременная передача данных сразу на несколько командных пунктов;
- надежная работа самолета в сложных метеоусловиях в и различных географических зонах, при низких и высоких температурах;
- автономность базирования в течение продолжительного времени.

Проектирование самолета началось в 1-м квартале 1983 г. после рассмотрения техпредложения. План разработки предусматривал следующие сроки работ: проектирование должно было быть завершено до 3-го квартала 1984 г., затем в 1-3 1984 г. квартале должна была осуществляться подготовка производства, после чего в 1-4 квартале 1984 планировалось изготовление деталей и агрегатов. Финальная сборка, монтаж систем, отработка и передача воздушного судна на летные испытания планировались на 1-2-й квартал 1985 г. Постановление СМ СССР о строительстве самолета ДРЛО Ан-71 было подписано уже в ходе работ 9 января 1984 года. Работы велись одновременно над тремя самолетами, два из которых летные, а один разрабатывался для статиспытаний.
Первый Ан-71 был сдан во втором квартале 1985 года. Изначально он собирался из четвертого опытного Ан-72, к тому времени уже имевшему большой налет и совершившего одну аварийную посадку, после чего уже не использовался. Самолет имел фюзеляж короче серийного и был оснащен серийной РЛС от Ан-72 с носовым обтекателем увеличенного размера, вследствие чего судно получило характерный «пеликаний клюв». Второй Ан-71, построенный на базе первого опытного Ан-72, был сдан на статиспытания в апреле 1985 года, а в мае уже проводились его первые нагружения, после чего и полномасштабные испытания. Третий Ан-71 переделывался из серийного Ан-72 и был сдан в 4-м квартале 1985 года.
Параллельно со строительством и испытанием опытных машин велись разработки радиотехнического комплекса и его составляющих. В ходе работ были последовательно созданы три образца РТК, так как в ходе разработки выявлялись новые требования к эксплуатации. Первый образец, при создании которого акцент ставился на функционирование радиолокационной части, размещался в первом и третьем отсеках фюзеляжа. Создание второго образца было обусловлено необходимостью совершенствования радиолокационной и вычислительной части РТК,  после чего оборудование встало в трех отсеках фюзеляжа. Возросшие требования по обеспечению взаимодействия самолета ДРЛО со средствами уничтожения целей, по степени автоматизации работы операторов, а также расширению функционала при решении тактических задач привели к появлению третьего образца РТК, который был установлен на Ан-71 во время перерыва при проведении летных испытаний.
Также серьезное внимание уделялось обеспечению биозащиты экипажа: остекление фонаря кабины включало защитное напыление, при производстве элементов планера самолета, проходов жгутов, тяг, трубопроводов были соблюдены все стандарты радиогерметичности. При проведенных позже проверках величин электромагнитных полей и возможного их перетекания была выявлена высокая эффективность примененных средств защиты.
Для самолета была создана автоматизированная система бортовых измерений и характеристик электромагнитной совместимости, не имевшая отечественных и зарубежных аналогов в 1985—90 годы. Для совместной работы с этой системой были доработаны стенды навигационных комплексов и связи, что позволило проводить предварительную отработку радиоблоков. Благодаря универсальности СБИ ЭМС, показавшую свою высокую работоспособность на Ан-71, система может использоваться на любых объектах, где требуется оценка электромагнитной совместимости.
В 1982—83 гг. в ОКБ Антонова рассматривался и вариант корабельного самолета ДРЛО и проводились работы в направлении модификации Ан-71 в палубный самолет. В 1984 году было составлено техпредложение, в котором был представлен вариант палубного самолета-носителя, однако для него на авианосце нужно было иметь катапульту вместо взлетной полосы с трамплинным участком. В том числе предлагался вариант внедрения трех разгонных двигателей для повышения тяговооруженности самолета. Рассмотрев предложение, было признано нецелесообразным разработку корабельного самолета на базе сухопутного, так что впоследствии в СССР продолжились работы по созданию корабельного варианта на базе другого ОКБ.
Первый полёт опытного Ан-71 состоялся 12 июля 1985 года. В процессе последующих летных испытаний исследовались характеристики на предельных по прочности режимах полета, при искусственной имитации отказов в системе управления, управляемости и устойчивости воздушного судна на всех диапазонах скоростей, углов атаки и скольжения и центровок, системы охлаждения и поддержания температурного режима в отсеках фюзеляжа, маршевых и разгонного двигателей, систем силовой установки. Тщательно изучались характеристики работы систем радиотехнического комплекса, таких как вибронагруженности аппаратуры РТК и самолетного оборудования, влияния электромагнитных полей РТК на работу доплеровского измерителя скорости и угла сноса и системы дальней навигации, радиолокационного канала, электромагнитной совместимости средств радиосвязи, радиогерметичности конструкции самолета и обеспечения биозащиты экипажа.
Пилотажно-навигационный комплекс успешно прошел проверку автоматического самолетовождения на всех режимах полета: взлет, выход в зону, патрулирование по маршруту с исполнением плоского разворота, возврат и посадка. В ходе исследовательских испытаний были выявлены некоторые недостатки, впоследствии устраненные. Проблема недостаточной эффективности триммера руля направления была решена посредством утолщения задней кромки триммера до 30 мм, были обрезаны законцовки рулей высоты с целью оптимизировать продольную устойчивость самолета, была исправлена неустойчивость работы электросистемы.
В 1985 г. при посещении завода Генеральным секретарем ЦК КПСС Горбачёвым один из фотографов агентства РАТАУ сделал снимок киля Ан-71 с тарелкой РЛС, впоследствии, в 1987 г., фотография была опубликована в книге Аэрофлот, таким образом добавив работы западным спецслужбам и противодействовавшим им советским службам безопасности.
По оценке институтов министерств обороны и авиационной промышленности использование Ан-71 при выполнении тактических задач способствует повышению боевой эффективности истребительной авиации в 2,5—3 раза. Также воздушное судно может применяться и в невоенных целях, таких как ретрансляция информации о воздушной обстановке, опознавание воздушных и надводных объектов, управление воздушным движением в неосвоенных районах, проведение поисковых операций. Системы Ан-71 не требуют применения специальных средств обслуживания и позволяют осуществлять эксплуатацию самолета до 30 суток в отрыве от основной базы.
Всего на Ан-71 выполнено 387 полетов (650 летных часов) на первой машине и 362 полета (380 летных часов) на третьей машине. В конце 1990 года программа Ан-71 была приостановлена ввиду отсутствия финансирования.

## Описание
Самолёт предназначен для обнаружения, сопровождения воздушных, наземных и надводных целей, на удалении до 350 км и высотах от 0 м до 30 км. Одновременно может сопровождаться до 120 целей. В задачи группы операторов на борту самолёта входило не только обнаружение и сопровождение целей, но и также управление авиационными силами. При применении с авианосца самолёт мог управлять и корабельной группировкой (аналогично американскому  E-2). Большая высота самолёта и невозможность уменьшения её при стоянке не позволили включить Ан-71 в состав авиакрыла строящегося тогда советского авианосца «Ульяновск», и уж, тем более, не было смысла включать его в состав авиагруппы ТАВКР «Тбилиси» (сейчас «Адмирал флота СССР Кузнецов») из-за отсутствия на нём катапульты.

## Оборудование

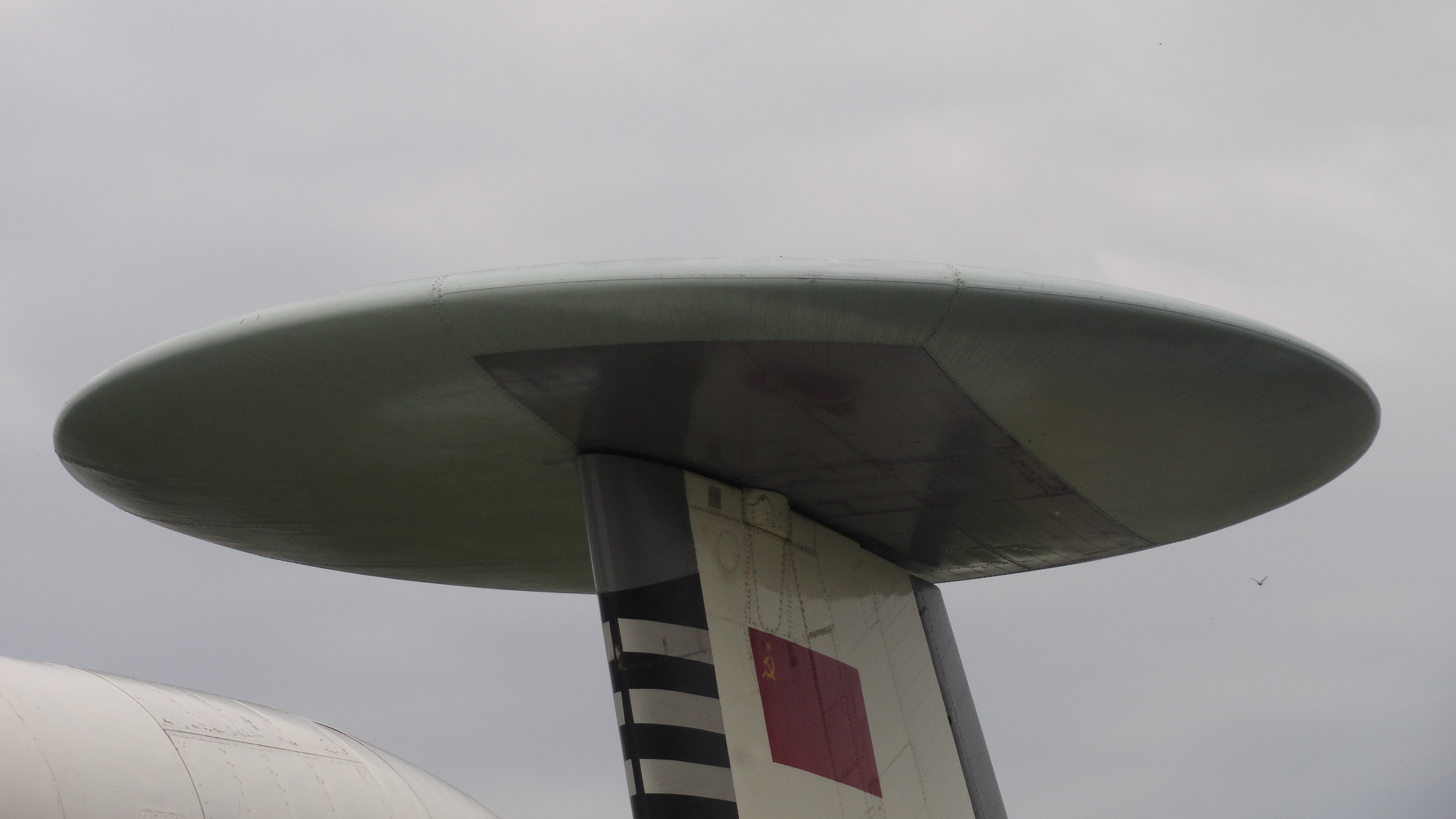
Обтекатель антенны РЛС.

На киле самолёта была установлена антенна РЛС, имеющая круглую форму в плане. Форме самого киля была придана обратная стреловидность. Также были использованы более мощные двигатели  Д-436К. Однако для обеспечения заданных взлётно-посадочных характеристик в хвостовой части пришлось дополнительно установить разгонный двигатель РД-36А.

Мощный радиолокатор и аппаратура управления Ан-71 потребляли большое количество электроэнергии, поэтому количество генераторов в электросистеме было увеличено с двух до четырёх, что позволило увеличить общую энергоёмкость до 240 кВА.

## Представители

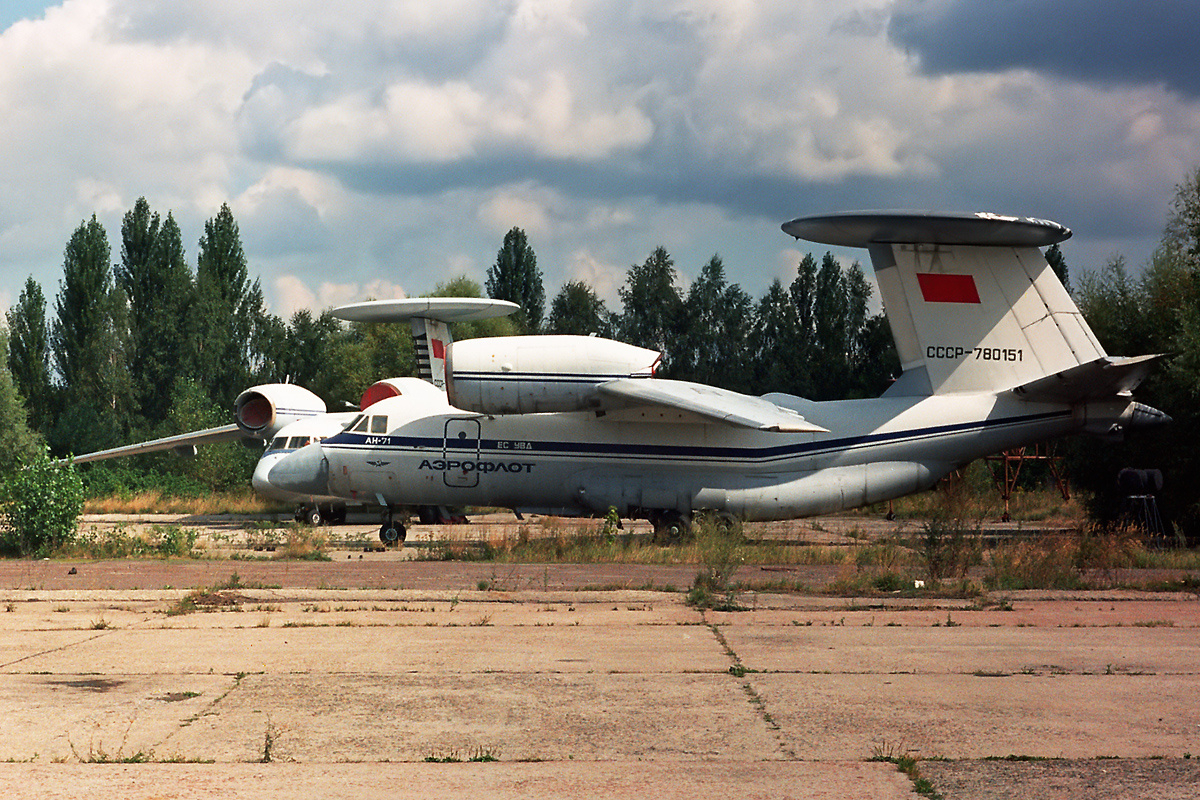
Оба лётных образца на аэродроме ОКБ Антонова в 1994 году

Для испытаний было построено три опытных самолёта, из них один для статических и два для лётных испытаний:
- Ан-71 (заводской № 01, б/н СССР-780151) — первый лётный экземпляр, переделан из первого лётного экземпляра Ан-72. Совершил первый полёт 12 июля 1985 года. В настоящее время находится на аэродроме ОКБ имени О. К. Антонова.
- Ан-71 (заводской № 02) — машина для статических испытаний, переделан из первого опытного экземпляра Ан-72 (который также ранее использовался для статических испытаний).
- Ан-71 (заводской № 03, б/н СССР-780361) — второй лётный экземпляр, переделан из серийного Ан-72. 28 февраля 1986 года совершил свой первый полёт. 16 октября 2010 года был перевезён с территории аэродрома ОКБ Антонова в Государственный музей авиации.

## Лётно-технические характеристики

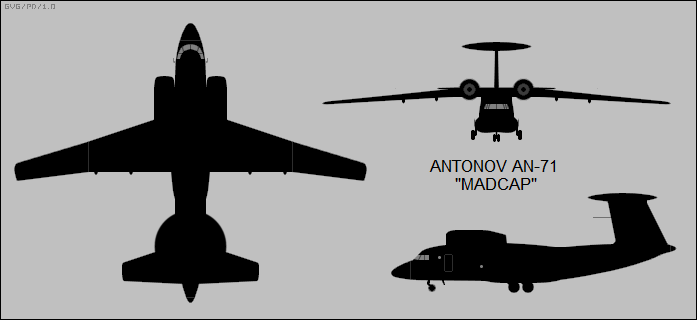
Три проекции Ан-71

### Технические характеристики
- Экипаж: 6 человек
- Длина: 23,50 м
- Размах крыла: 31,89 м
- Высота: 9,20 м
- Площадь крыла: 98,60 м²
- Масса: 
  - пустого самолёта: 19760 кг
  - максимальная взлётная: 32100 кг
- Двигатели:
  - Маршевый двигатель Д-436К
    - тип двигателя: турбовентиляторный
    - количество: 2
    - тяга:
      - максимальная: 2 × 7500 кгс

  - Разгонный двигатель РД-38А
    - тип двигателя: турбореактивный одноконтурный
    - количество: 1
    - тяга:
      - максимальная: 1 × 2900 кгс

### Лётные характеристики
- Максимальная скорость: 650 км/ч
- Крейсерская скорость: 530 км/ч
- Практический потолок: 10 800 м
- Продолжительность патрулирования: 5 ч